# Les Petits (film, 1925)
Pour l’article homonyme, voir Les Petits.

Les Petits est un film français réalisé par Gaston Roudès et Marcel Dumont , sorti en 1925.

## Fiche technique
- Réalisation : Gaston Roudès et Marcel Dumont
- Scénario : d'après une pièce de Lucien Nepoty[1]
- Photographie : André Dantan
- Production : 	Les Productions Gaston Roudès[2]
- Format : Noir et blanc — 35 mm — 1,33:1 — film muet
- Métrage :
- Date de sortie : 
  - France : 30 octobre 1925

## Distribution
- Louise Astruc : Antoinette
- Mireille Colombes : Jeannette
- Lucien Dalsace : Richard Burdau
- Jean Dehelly : Hubert Villaret
- France Dhélia : Hélène
- Mévisto : Le père Balloche
- Paul Ollivier : Villaret